# 克林特·羅伯茨
克林特·羅納德·羅伯茨（英語：Clint Ronald Roberts；1935年1月30日—2017年2月12日），是美國的共和黨政治人物，前美國眾議院南達科他州第二國會選區代表議員。

## 生平
羅伯茨於南达科他州普雷肖出生，長大後曾在黑丘州立學院就讀，後來成為牧場主。
1972年到1978年間，他以共和黨黨籍當選為南達科他州參議院議員，之後曾出任南達科他州農業部秘書。1980年，他出選聯邦眾議院南達科他州第二國會選區，代替轉戰聯邦參議院的時任眾議員詹姆斯·阿卜杜諾，最後成功當選。其後由於選區重劃，第二國會選區和第一國會選區整併為單一國會選區，羅伯茨在1982年於競逐單一國會選區議席，但敗於曾擔任第一國會選區議員、屬民主黨的汤姆·达施勒。
羅伯茨也曾參加試鏡香煙品牌萬寶路的廣告角色萬寶路牛仔，故獲得「萬寶路牛仔」（the Marlboro Man.）的綽號；他亦在幾個廣告和電影飾演牛仔，還為南達科他州推廣旅遊活動。
2017年2月12日，他在南达科他州皮尔的醫院裡逝世 。

## 外部連結
- 克林特·羅伯茨－美國國會國家人物傳記大辭典

| 南達科他州眾議院         | 南達科他州眾議院                                       | 南達科他州眾議院         |
| ------------------------ | ------------------------------------------------------ | ------------------------ |
| 前任者： G·荷馬·哈丁     | 南達科他州參議院第二十三選區 參議院議員 1973年－1979年 | 繼任者： 梅維絲·T·霍根   |
| 官衔                     |                                                        |                          |
| 前任者： 邁克爾·J·奧康納 | 南達科他州參議院臨時議長 1977年－1979年                | 繼任者： 瑪麗·A·麥克盧爾 |
| 美国众议院               |                                                        |                          |
| 前任者： 詹姆斯·阿卜杜諾 | 南達科他州第二國會選區 眾議院議員 1981年－1983年       | 選區取消                 |